# Konzert für Oboe und Orchester C-Dur Hob VIIg:C1
Das Konzert für Oboe und Orchester C-Dur Hob VIIg:C1 wurde lange Zeit Joseph Haydn zugeschrieben, stammt jedoch wahrscheinlich nicht von ihm.
Sätze:
1. Allegro spirituoso
2. Andante
3. Rondo. Allegretto

Der erste Satz Allegro spirituoso beginnt mit einer langen Einleitung des Orchesters, in dem die einzelnen Themen des Satzes vorgestellt werden. Kurz nach dem Einstieg der Oboe kommt ein  kurzer kadenzartiger Einwurf des Soloinstruments. Der Satz endet nach klassischem Muster mit einer Kadenz des Solisten und einem Orchesternachspiel.

Eintritt der Solo-Oboe im ersten Satz

Der zweite Satz Andante beginnt mit einer Kantilene der Oboe, die im Verlauf des Satzes weiter variiert wird.
Am Anfang des dritten Satzes Rondo. Allegretto stellt die Oboe ein Thema vor, das im Verlauf virtuos variiert wird, bis es am Ende, nach furiosen Läufen der Solo-Oboe, noch einmal von Orchester und Solist in seiner ursprünglichen Form aufgenommen wird.
Dieses an ein deutsches Volkslied erinnernde Thema erscheint auch in einem Holzbläseroktett von Leopold Kozeluch, einem späten klassischen Komponisten böhmisch-österreichischer Abstammung, der in Wien tätig war, und dessen Stil mit dem des Oboenkonzertes auffällige Ähnlichkeiten aufweist.

## Frage der Zuschreibung
In der zweiten Hälfte des 18. Jahrhunderts waren Werke Haydns international äußerst beliebt und garantierten den Herausgebern hohen Profit. So wurden oft die Werke anderer Komponisten wie zum Beispiel Karl Stamitz, Michael Haydn, Christian Cannabich oder Leopold Hofmann unter dem Namen Joseph Haydn veröffentlicht. Es steht mittlerweile fest, dass auch das Oboenkonzert kein Haydn-Original ist, was den Musikbetrieb nicht daran hindert, das Werk nach wie vor unter dem Namen Haydns zu produzieren und so der außerordentlichen Beliebtheit dieses Werkes Vorschub zu leisten.
Das MGG und der Haynes Katalog der Oboenmusik schreiben das Konzert Ignaz Malzat zu.